# Getting Over It with Bennett Foddy
Getting Over It with Bennett Foddy je plošinová videohra. Byla vyvinuta britským vývojářem Bennettem Foddym. Hra byla vydána 6. října 2017 jako součást předplaceného balíčku Humble Monthly, v rámci kterého si hru zahrálo už více než 2,7 milionu hráčů. Později, konkrétně 6. prosince 2017, Foddy vydal hru na platformě Steam. Toho dne byla hra vydána také pro iOS. Verze pro Android byla vydána 25. dubna 2018. Testovací verze hry pro Linux se veřejně objevila 11. srpna 2018. Plná verze však byla vydána už další den 12. srpna 2018.

## Hratelnost
Ve videohře Getting Over It hrajete za postavu jménem Diogenes, který, jak již jméno napovídá, sídlí ve velkém kovovém kotli. Úkolem Diogena ve hře je zdolat strmou horu. Ke šplhání využívá horolezecké kladivo, které hráč ovládá pomocí myši nebo joysticku.
Hru doprovází komentář Bennetta Foddyho, který diskutuje o různých filozofických tématech. Komentář také obsahuje citace týkající se zklamání a vytrvalosti, a to když hráč ztratí významný pokrok.
Čím výš se hráč dostane, tím je hra těžší. Neexistují zde žádné záchytné body pro uložení postupu; hráč je v neustálém riziku ztráty části nebo celého pokroku. Hra končí, když hráč dosáhne nejvyššího bodu mapy a poté vstoupí do vesmíru. Po dohrání hry je hráč dotázán, zda si hru nahrával. Když hráč odpoví ne, získá přístup do chatovací místnosti s dalšími hráči, kteří hru dohráli.

## Vývoj
Hra Getting Over It je zaměřena na „určitý druh člověka, aby mu ublížila“ a inspirovala se českou hrou Sexy Hiking vydanou designérem videoher jménem „Jazzuo“ v roce 2002.
Foddy se o Sexy Hiking dozvěděl kolem roku 2007 z příspěvku Dereka Yu na TIGSource a podle Foddyho byla hra „meme mezi vývojáři indie her“, přičemž Adam Saltsman popsal Sexy Hiking jako „nejhorší hru, kterou jsem kdy hrál". Foddymu připadala hra nezapomenutelná a později ji ukázal svým studentům herního designu na Tisch School of the Arts, načež si uvědomil, jak nadčasový je design Sexy Hiking. V nyní odstraněném tweetu z roku 2014 se Foddy svých následovníků zeptal: „Bylo by špatné, kdybych vytvořil pokračování Sexy Hiking? Vzhledem k tomu, že vlastně nejsem Jazzuo (pokud víte)“.
V poslední době Foddy zaznamenal návrat obtížných her, například prostřednictvím série Dark Souls. V srpnu 2017 Foddy poznamenal, že zatímco někteří hráči se rozhořčili nad herním ukládacím mechanismem v Hellblade: Senua's Sacrifice, který by údajně vymazal uložený soubor hráče, kdyby ve hře zemřeli, ostatní hráči se naopak této výzvy chopili a projevili obnovený zájem o záměrně obtížné hry.

## Přijetí

### Kritika
Getting Over It byla chválena recenzenty jako je Austin Wood (redaktor videoherního časopiu PC Gamer). Webová stránka Rock, Paper, Shotgun hru označil za jednu z nejlepších počítačových her roku 2017 a podle webové stránky GameSpot je Getting Over It nejpodivnější videohra z roku 2017. Webová stránka Polygon hru zařadila na 36. místo v seznamu 50 nejlepších her roku 2017.

### Ocenění a nominace
| Rok  | Ocenění                                               | Kategorie                           | Výsledek  | Zdroje        |
| ---- | ----------------------------------------------------- | ----------------------------------- | --------- | ------------- |
| 2018 | National Academy of Video Game Trade Reviewers Awards | Ovládací design, 2D nebo omezený 3D | nominace  | [ 17 ] [ 18 ] |
| 2018 | National Academy of Video Game Trade Reviewers Awards | Hra, speciální třída                | nominace  | [ 17 ] [ 18 ] |
| 2018 | SXSW Gaming Awards                                    | Populární hra roku                  | nominace  | [ 19 ] [ 20 ] |
| 2018 | SXSW Gaming Awards                                    | Mobilní hra roku                    | nominace  | [ 19 ] [ 20 ] |
| 2018 | Independent Games Festival soutěžní ceny              | Velké ocenění Jamese McNallyho      | nominace  | [ 21 ] [ 22 ] |
| 2018 | Independent Games Festival soutěžní ceny              | Dokonalost v designu                | nominace  | [ 21 ] [ 22 ] |
| 2018 | Independent Games Festival soutěžní ceny              | Ocenění Nuovo                       | vítězství | [ 21 ] [ 22 ] |